# Латентна гомосексуальність
Латентна гомосексуальність, прихована гомосексуальність — потяг до людей своєї статі, який не проявляється на свідомому рівні і не виражається в будь-яких відкритих діях. Цей прихований потяг з різних причин може бути заглушений, або ж людина може його не усвідомлювати як гомосексуальність. Латентна гомосексуальність може згодом стати явною, але може так ніколи і не проявитися, залишаючись прихованою і неусвідомленою.
Словосполучення «латентна гомосексуальність» першим запропонував Зигмунд Фрейд, який розцінював це явище як причину неврозу. В інших випадках Фрейд відзначав, що латентна гомосексуальність властива всім людям внаслідок загальної вродженої бісексуальності:
«усі люди здатні на вибір об'єкту однакової з собою статі і проробляють цей вибір у своєму несвідомому. Ба більше, прихильності лібідонозних почуттів до осіб своєї статі відіграють як чинники нормального душевного життя не меншу, а як рушійні сили захворювання більшу роль, ніж ті, що відносяться до протилежної статі».

## Зв'язок з гомофобією
Наприкінці XX століття з'явилася теорія, згідно з якою гомофобія — це результат латентної гомосексуальності. У 1996 році в університеті Джорджії було проведено дослідження, яке показало, що у деякої кількості чоловіків, що висловлювали гомофобні погляди, проявляється латентна гомосексуальність. У дослідженні взяли участь 84 людини, з яких 35 позиціювали себе як гомофоби, і 29 не висловлювали таких поглядів, інші 20 були толерантні. Піддослідним показували порнографію різного роду і вимірювали рівень ерекції пеніса в процесі її перегляду. При перегляді гетеросексуальної і лесбійської порнографії відмінностей в реакції на неї між двома групами майже не спостерігалося, але при перегляді гомосексуальної порнографії проявилися різкі відмінності.
Згідно зі звітом дослідників, серед групи, яка не виявляла гомофобних поглядів, лише у 24 % випробовуваних ерекція була помітною, тоді як серед гомофобної групи таких виявилося 54 %. Крім того, ерекції майже зовсім не виникала у 66 % негомофобної групи, тоді як у гомофобній групі таких було 20 %. Коли ж випробуваним запропонували самим оцінити, наскільки їх збудила гомосексуальна порнографія, то більшість членів гомофобної групи значно недооцінили рівень свого збудження.
У 2012-му році вчені з трьох університетів (Університет Рочестера, Університет Ессекса і Каліфорнійський університет в Санта-Барбарі) провели дослідження, яке показує зв'язок між гомосексуальністю індивіда, його авторитарним вихованням і гомофобією. Зокрема йдеться:
«Коли індивіди ростуть з авторитарними батьками, у них може не бути можливості досліджувати свої внутрішні цінності і ідентичності, в результаті чого вони не сприймають деякі аспекти власної особистості. З огляду на стигматизацію гомосексуальності, індивіди, які відчувають незабезпеченість власної автономії від батьків можуть бути особливо мотивовані в приховуванні власних гомосексуальних потягів».
Один з дослідників, професор клінічної та соціальної психології Університету Рочестера Річард Раян, зокрема підсумовує:
«Дослідження включає в себе чотири окремих експерименти, проведених у США і Німеччині. У кожному з чотирьох експериментів брали участь 160 студентів. Відкриття дають нове емпіричне підтвердження на користь психоаналітичної теорії, згідно з якою страх, тривога і аверсія деяких на вигляд гетеросексуальних людей проти геїв і лесбійок може бути результатом власних пригнічених гомосексуальних бажань».